# Тальберг, Ирвинг
Ирвинг Грант Тальберг (англ. Irving Grant Thalberg; 30 мая 1899[…], Бруклин, Нью-Йорк — 14 сентября 1936[…], Санта-Моника, Калифорния) — американский продюсер, прозванный «вундеркиндом Голливуда» за свою способность распознавать удачные сценарии и звёздный потенциал актёров.
С 1937 года на церемонии вручения «Оскаров» наиболее талантливые продюсеры получают награду имени Ирвинга Тальберга.

## Биография
Тальберг родился в Бруклине в семье немецких еврейских иммигрантов Уильяма и Генриетты (урождённой Хейманн) Тальберг. Вскоре после рождения ему поставили диагноз «синдром синего ребёнка», вызванный врожденным заболеванием, ограничивающим поступление кислорода к его сердцу. Врачи прогнозировали, что он может дожить до двадцати, самое большее, до тридцати лет. В школьные годы у него начались приступы болей в груди, головокружения и усталости, что сказывалось на его способности к учёбе. Вместо поступления в колледж Тальберг устроился на неполный рабочий день продавцом в магазине, а по вечерам самостоятельно учился машинописи, стенографии и испанскому языку в вечернем профессиональном училище.
Тальберг попал в Голливуд в качестве секретаря Карла Лэммле — основателя студии Universal Pictures. Когда Лэммле отправился в длительное путешествие за границу, он оставил во главе студии 21-летнего Тальберга.
В 1924 году многообещающий продюсер перешёл в Metro-Goldwyn-Mayer и выпустил триумфальный фильм «Большой парад». Конкуренты прозвали MGM времён Тальберга «долиной пересъёмок», ибо все сцены, без успеха воспринятые тестовой аудиторией, по настоянию Тальберга обязательно переснимались. Хотя именно ему обязаны своей карьерой многие звёзды классического Голливуда, сам продюсер предпочитал оставаться в тени и запрещал упоминать своё имя в титрах. Успех тальберговских фильмов в прокате был таков, что основатель студии, Луис Барт Майер, вынужден был передать кинопроизводство всецело в его руки, оставив за собой только решение финансовых вопросов.
Значительно хуже, чем в сценариях и актёрах, Тальберг разбирался в режиссёрах. Например, в 1922 году незадолго до окончания съёмок фильма «Карусель» он отстранил от работы Эриха фон Штрогейма и поручил Руперту Джулиану переснять большую часть уже отснятого материала. Перейдя на MGM, Тальберг существенно сократил легендарную «Алчность» Штрогейма, и впоследствии киноисторикам пришлось «по крупицам» собирать сохранившиеся фотографии (плёнка утрачена) и титры, чтобы отчасти восстановить авторскую версию. Молодого продюсера больше всего интересовал непосредственный коммерческий успех, но не те достоинства, которые обеспечивают фильмам долгую жизнь.
В 1927 году Тальберг женился на кинозвезде Норме Ширер. Через три года у них родился сын, также названный Ирвингом, а ещё два года спустя проблемы с сердцем заставили его временно отойти от работы. За время болезни Майер оттеснил молодого конкурента от управления студией, поставив на его место своего зятя Дэвида Селзника. Несмотря на это, Тальберг сохранял верность MGM до 1936 года, когда у него стали зреть планы создания собственной студии.
В 1936 году вскоре после возвращения из отпуска в Монтерее у Тальберга диагностировали пневмонию. Его состояние неуклонно ухудшалось, и 14 сентября в возрасте 37 лет он умер. Поминальная служба в темпле на бульваре Уилшир привлекли тысячи зрителей, которые пришли посмотреть на прибытие многочисленных голливудских звёзд, среди которых были Грета Гарбо, Джин Харлоу, Чарли Чаплин, Мэри Пикфорд и Дуглас Фэрбенкс. Тальберг был похоронен в мавзолее на кладбище Форест-Лаун в Глендейле.
Фрэнсис Скотт Фицджеральд вывел Тальберга в качестве Монро Стара, главного героя своего незавершённого романа «Последний магнат» (1939—1940). Писатель говорил, что Тальберг подсказал ему «лучшие черты Монро Стара», хотя он и вложил в него «черты и других людей и, безусловно, многое от самого себя».